# Honduras i olympiska sommarspelen 1992
Honduras deltog i de olympiska sommarspelen 1992 med en trupp bestående av 10 deltagare, men ingen av landets deltagare erövrade någon medalj.

## Friidrott
Herrarnas 100 meter
- Jaime Zelaya
  - Heat — 11,02 (→ gick inte vidare)

Herrarnas 5 000 meter
- Polin Belisle
  - Heat — startade inte (→ gick inte vidare)

Herrarnas tresteg
- Luis Flores
  - Kval — 15,08 m (→ gick inte vidare)

Herrarnas tiokamp
- Jorge Maradiaga
  - 100 meter — 11,75
  - Längd — 6,18
  - Kula — 9,54
  - Höjd— 1,70
  - 400 meter — 54,81
  - 110m häck — 16,20
  - Diskus — 30,26
  - Stav — 4,00
  - Spjut — 42,46
  - 1,500 meter — 5:04,10
- Slutlig poäng — 5.746 (→ 28:e plats)

## Fäktning
Damernas florett
- Elvia Reyes